# Desnyanskyi (raion)
Desnyanskyi (em ucraniano: Деснянський район) é um dos 10 raions da cidade de Kiev.